# Обеспыливание в горном деле

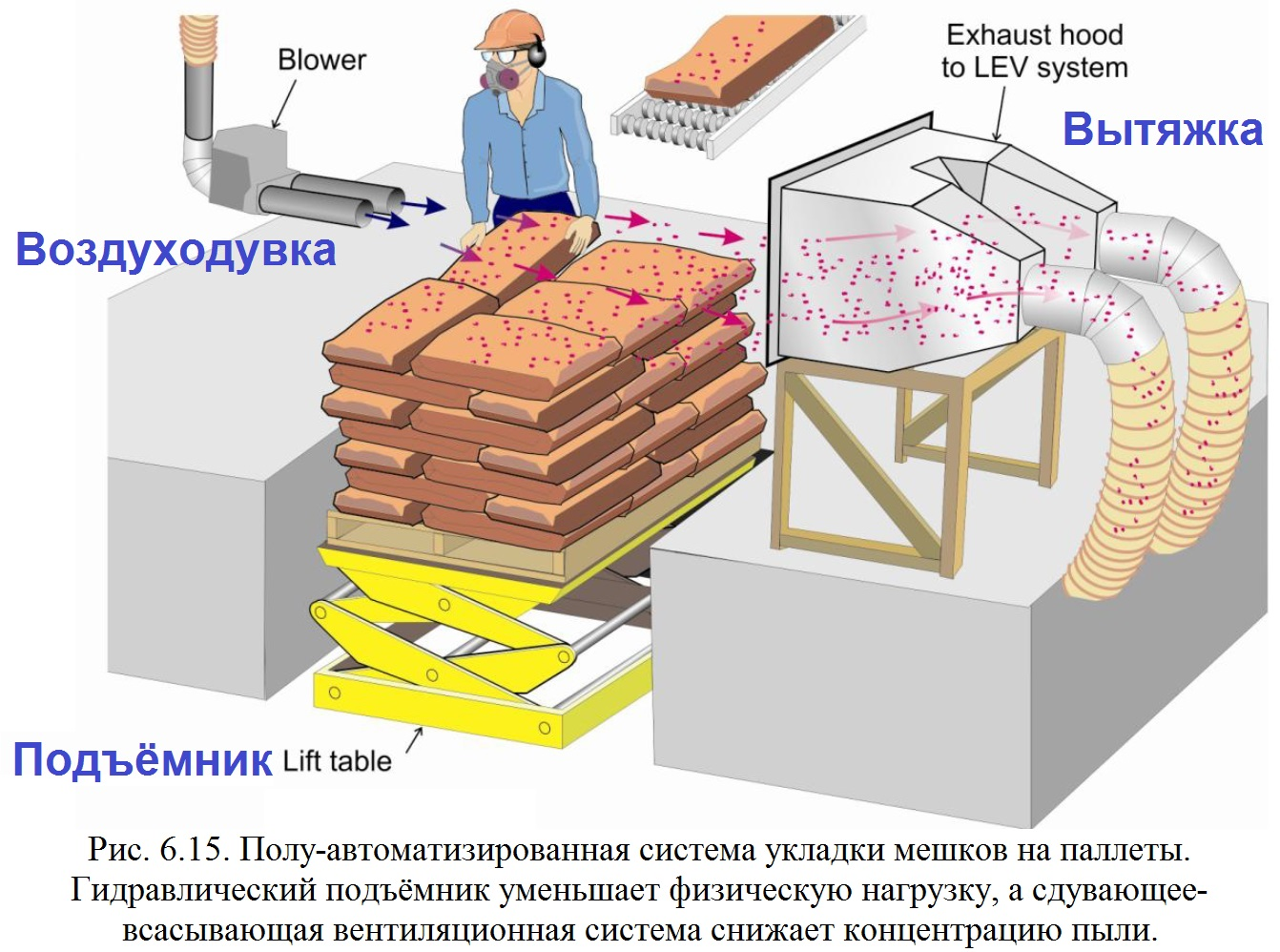
Иллюстрация к учебнику по обеспыливанию при добыче и переработке полезных минеральных ископаемых, глава 6.

Обеспы́ливание (англ. dust removal, dedusting; нем. Kohlenentstaubung f, Entstaubung f) — пневматическая обработка ископаемого сырья или продуктов его обогащения для уменьшения содержания в нём пыли.
Обеспыливание проводится с использованием жидкости (гидрообеспыливание) или без них. 
Для обеспыливания на обогатительных фабриках и других горных производствах применяются аппараты с пневматическим способом работы (жалюзийные обеспыливатели), грохоты-обеспыливатели с вдуванием воздуха под решето, центробежные обеспыливатели.
Обеспыливание является частью комплекса мер по снижению производственной пыли. Эти меры включают в себя:
- снижение удельного пылеобразования — нагнитанием жидкости в пласт или рудное тело по шпурам или скважинам, применением машин, установок и процессов с меньшей степенью измельчения горных пород;
- избегание зависания пыли в воздухе — орошением, пневмогидроорошением, внутренней и внешней водяной забивкой шпуров и скважин, водораспыляющими завесами, обмывкой горных выработок, их побелкой известковым раствором, сухой уборкой отложившейся пыли, очищеним запылённого воздуха, фильтрующими или пылеулавливающими водяными, масляными, бумажными и жалюзийными перемычками, фильтрами, циклонами, пилеотстаивающими камерами.

Поскольку самостоятельно ни один из способов и средств не обеспечивает полного обеспыливания, часто применяют их комплексно.